# Louis Hostin
Louis Hostin (Saint-Étienne, França 1908 - 29 de juny 1998) fou un aixecador francès, guanyador de tres medalles olímpiques.
Va participar, als 20 anys, en els Jocs Olímpics d'Estiu de 1928 realitzats a Amsterdam (Països Baixos), on va aconseguir guanyar la medalla de plata en la prova masculina de pes pesant lleuger. En els Jocs Olímpics d'Estiu de 1932 realitzats a Los Angeles (Estats Units), on va aconseguir guanyar la medalla d'or en aquesta mateixa prova i establir un rècord olímpic a l'eixecar 365 quilos, un metall que aconseguí revalidar en els Jocs Olímpics d'Estiu de 1936 realitzats a Berlín (Alemanya nazi), on va establir un nou rècord olímpic a l'aixecar 372.5 quilos.
Al llarg de la seva carrera guanyà dues medalles en el Campionat del Món d'halterofília i dues medalles d'or en el Campionat d'Europa.